# Brainville-sur-Meuse
Brainville-sur-Meuse ist eine französische Gemeinde im Département Haute-Marne in der Region Grand Est. Sie gehört zum Arrondissement Chaumont und zum Kanton Poissons.

## Geografie
Die Gemeinde Brainville-sur-Meuse liegt an der oberen Maas in der Landschaft Bassigny, etwa 24 Kilometer südwestlich von Neufchâteau. Nachbargemeinden sind Bourmont-entre-Meuse-et-Mouzon im Norden, Graffigny-Chemin im Osten, Malaincourt-sur-Meuse im Süden, Hâcourt im Südwesten und Bourg-Sainte-Marie im Westen.

## Bevölkerungsentwicklung
| Jahr      | 1962 | 1968 | 1975 | 1982 | 1990 | 1999 | 2008 | 2018 |
| --------- | ---- | ---- | ---- | ---- | ---- | ---- | ---- | ---- |
| Einwohner | 150  | 165  | 147  | 125  | 108  | 81   | 81   | 76   |

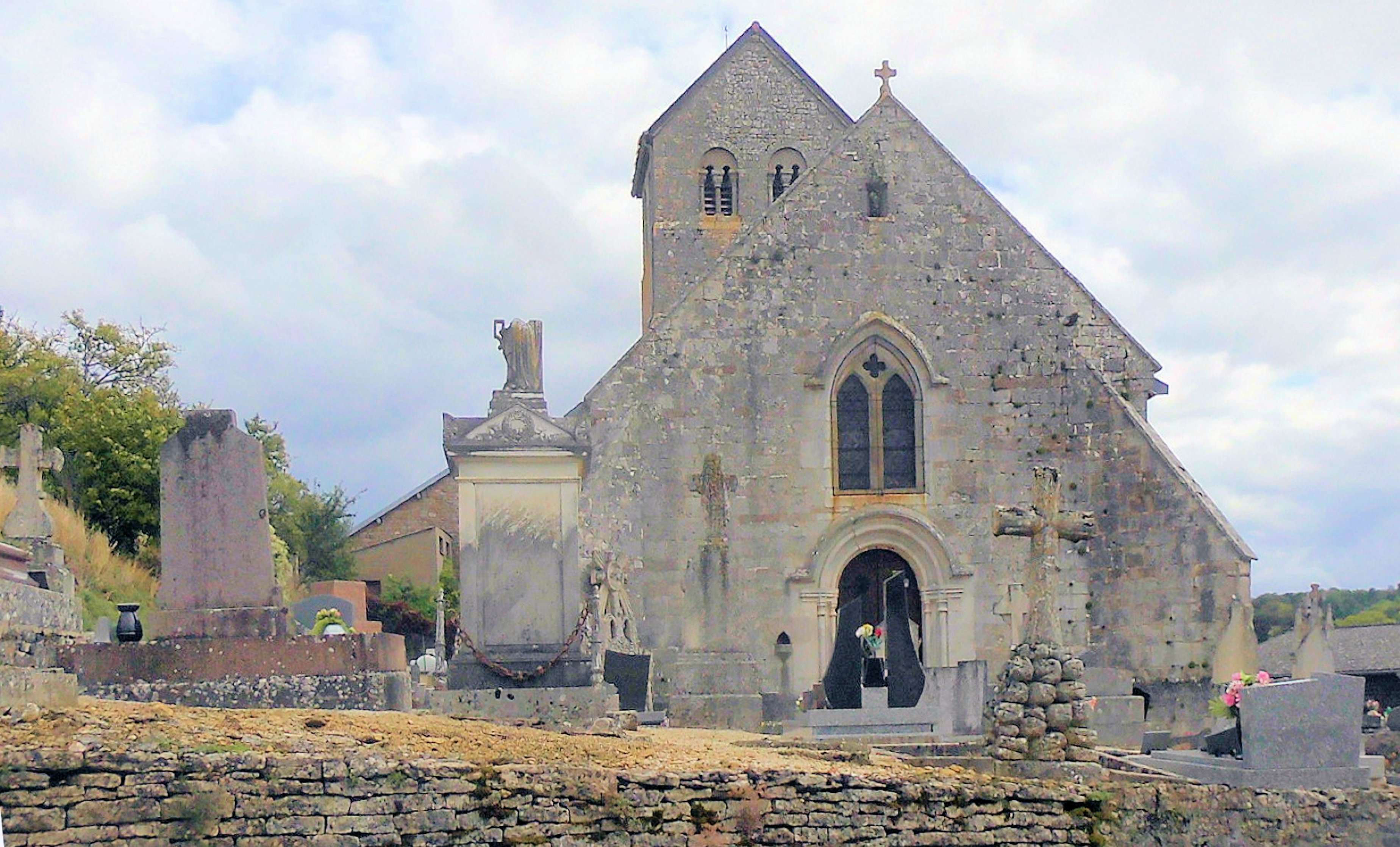
Kirche Saint-Loup, Monument historique
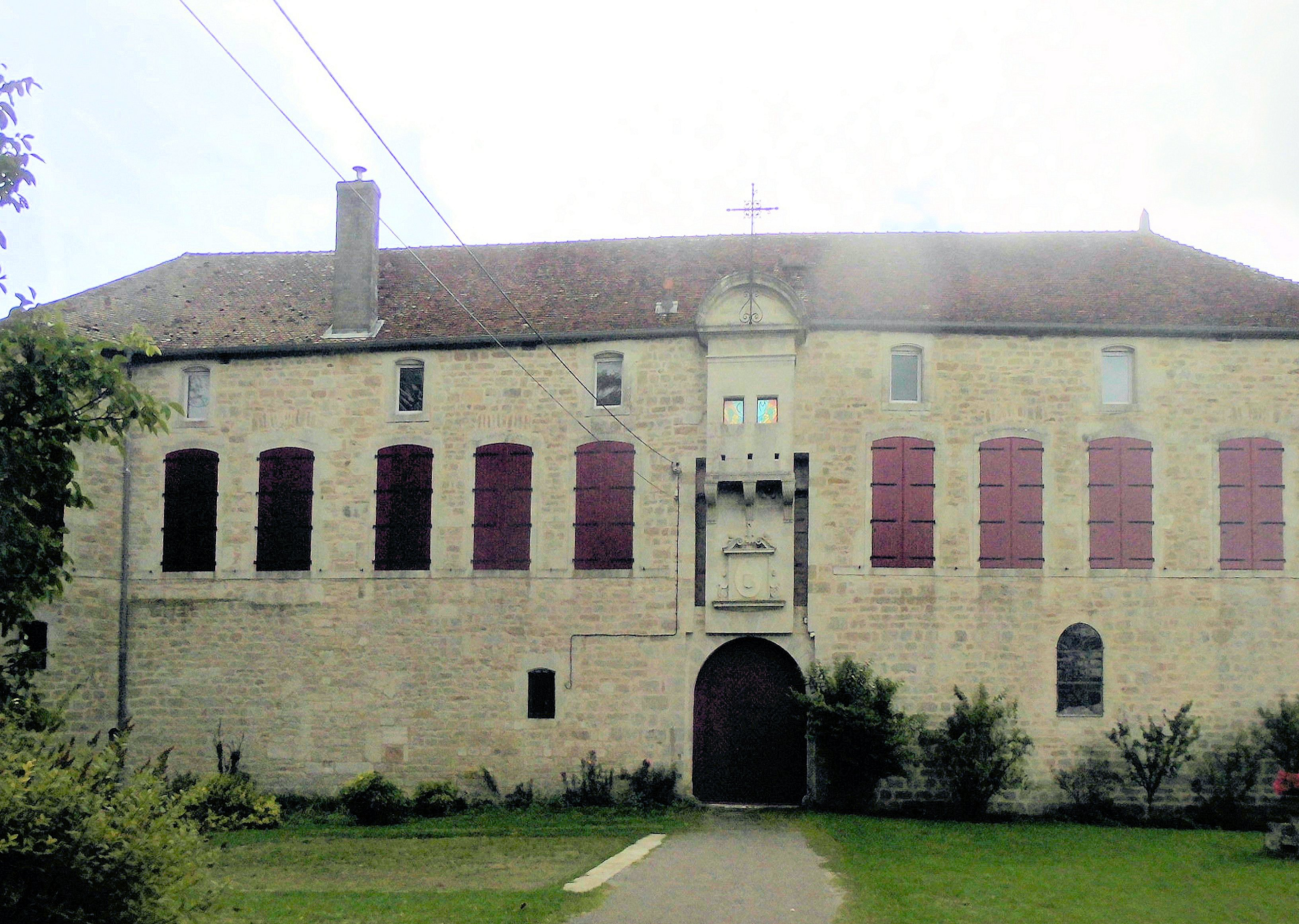
Schloss Brainville
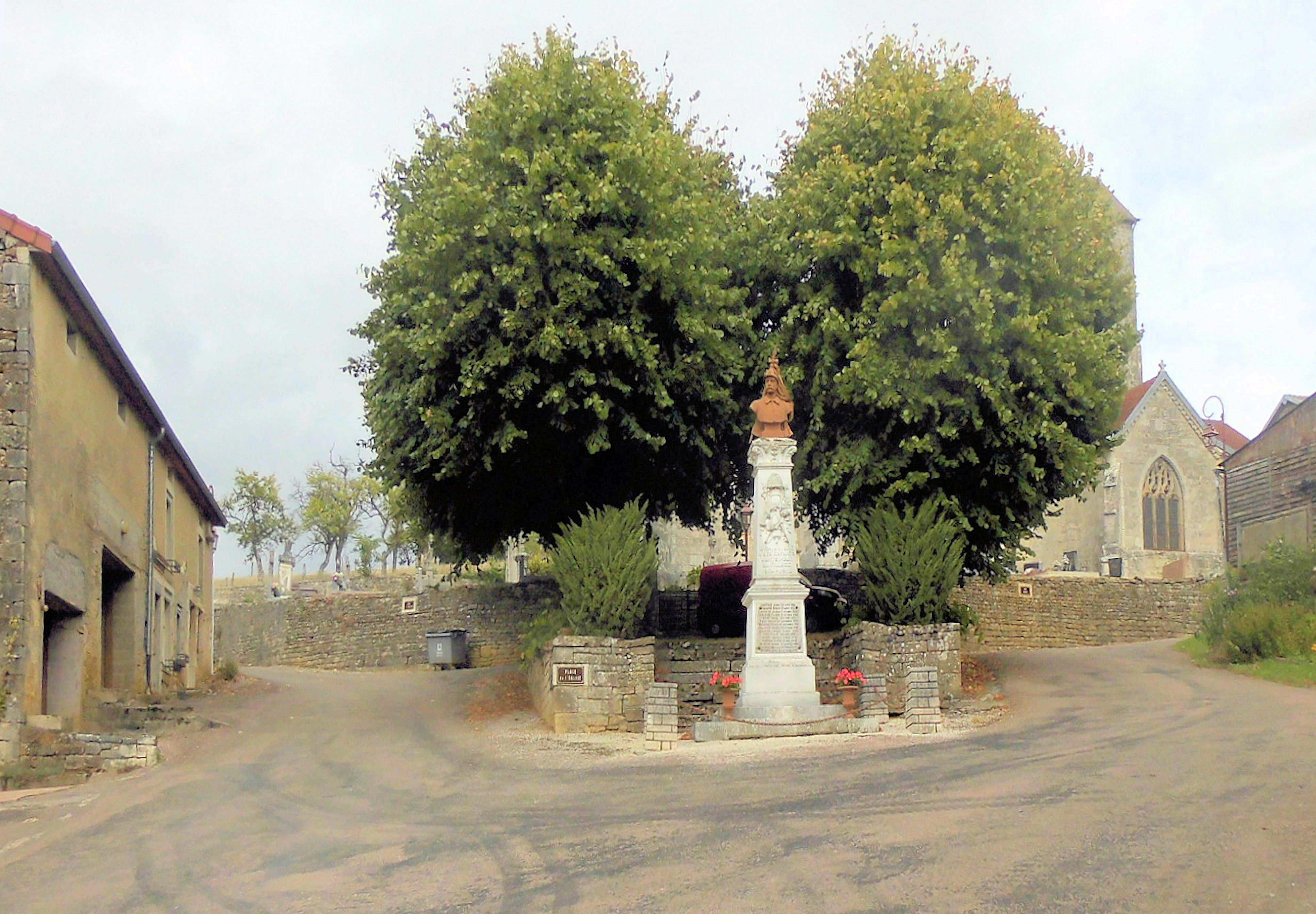
Gefallenendenkmal